# Grósz–Ceaușescu-találkozó
A Grósz–Ceaușescu-találkozó Magyarország és Románia kormánya közötti legfelső szintű találkozó (bár hivatalosan nem állami szintű hivatalos látogatás, hanem munkatalálkozó) volt 1988. augusztus 28-án Aradon. Az 1977-es Kádár–Ceaușescu-találkozó óta ez volt az első felsőszintű találkozó, amire a két ország közötti korábban hűvös, ekkor viszont már feszültté váló viszony rendezése adott okot. Közvetlen kiváltó oka a romániai falurombolás és az azt követő magyarországi tiltakozássorozat volt. A találkozó kevés eredményt hozott és magyar szemszögből komoly diplomáciai fiaskó lett.

## Előzmények
Gheorghe Gheorghiu-Dej halála és Nicolae Ceaușescu hatalomra kerülése után egyre hűvösebb lett az addig se éppen szívélyes magyar–román-viszony. Ennek oka volt egyrészt Ceaușescu különutassága és viszonylagos függetlensége a külpolitikában, illetve az általa kiépített neosztálinista diktatúra és különösen annak nemzetiségellenes éle. Kádár János magyar pártfőtitkár több találkozón is próbálta javítani a viszonyt, de a találkozókon elhangzó ígéretek, nyilatkozatok, és a megkötött egyezmények többnyire mind szavak maradtak csupán, a valóságban Ceaușescunak egyáltalán nem állt szándékában fejleszteni a magyar–román-kapcsolatokat. Emiatt az 1977-es találkozó után Kádár elutasította a Ceaușescu által többször kezdeményezett kétoldalú találkozókat, mondván, nincs miről tárgyalnia addig, amíg a korábbi megegyezések pontjait a román fél nem hajtja végre.
Ceaușescu ravasz taktikázással elhitette a nyugattal, hogy a keleti blokkon belül önállóan viselkedik, ami miatt nyugaton diplomáciai és kormánykörökben megnövekedett a népszerűsége. Egyre fokozta a gazdasági kapcsolatokat, s a nagy megrendelések (pl. a Csernavodai Atomerőművet a keleti blokkban kivételes módon nem szovjet, hanem kanadai vállalattal (Atomic Energy of Canada Limited) együttműködésben építették, vagy a 400 millió fontos szerződés BAC One-Eleven repülőgépek romániai gyártására) reményében sikerült a nyugat szemében szalonképessé válnia, emiatt sokáig elnézték neki a belföldön elkövetett emberijog-sértéseket.
Ceaușescu azonban a keleti blokkon belül sem szigetelődött el: például a leginkább Magyarországon pozitív visszhangra találó reformokat beindító Gorbacsov szovjet pártfőtitkár 1987 májusában látogatást tett Romániában, ahol bár hűvös fogadtatásra talált, Ceaușescut még Lenin-renddel is kitüntette. (Ezt 1989 után a szovjet fél is hibaként értékelte.) A magyar–szovjet találkozókon magyar részről rendszeresen előkerült a problémás román–magyar viszony rendezésében a szovjet közvetítés igénye, de a szovjet vezetés – ebben az esetben – a be nem avatkozás elvét követte.
Az 1980-as évek végére azonban Magyarországon és Romániában is változások álltak be: Magyarországon 1988. május 22-én leváltották főtitkári pozíciójából Kádár Jánost, helyére Grósz Károly került (aki 1987. június 25. óta a minisztertanács elnöke is volt), és általában is a reformkommunista erők kerültek előtérbe; Grósz pedig már 1988. június 13-án bejelentette a televízióban közelgő romániai látogatását, amit a román fél akkor még csak válaszra se méltatott. Romániában viszont Ceaușescun fokozatosan eluralkodott a paranoia és egyre elnyomóbb lett a diktatúra, és az úgynevezett „szisztematizálási terv” részeként elindult a falurombolás. Emiatt mind a magyar kormány, mind az erősödő magyarországi ellenzék körében nőtt az érdeklődés az erdélyi magyarok sorsa iránt, 1988. június 27-én sor került Magyarország 1956 óta tartott legnagyobb spontán tüntetésére: addig példa nélküli volt, hogy az egyik szocialista ország polgárai tüntessenek a másik szocialista ország követségénél annak kormánya ellen. Szintén példa nélküli volt, hogy az egyik szocialista országból menekülők egy másik szocialista országban kérjenek politikai menedéket. Mindez nagyon felmérgesítette Ceaușescut, aki minden ilyen jelenséget a belügyekbe történő beavatkozásnak tekintett: a romániai magyarokat ekkor már hivatalosan „magyar származású románok”-nak nevezték, a nemzetiségi problémát példás módon megoldottnak nyilvánították, a falurombolás pedig hivatalosan a kommunizmus megvalósításához szükséges településrendezés volt. A tüntetésre válaszul másnap bezáratta a kolozsvári főkonzulátust, melynek személyzete 48 órán belül köteles volt elhagyni Románia területét.

## Előkészületek
Bár a korábbi tapasztalatok alapján a Ceaușescuval folytatott tárgyalások haszontalanok voltak, mert a román fél nem tartotta magát a megállapodásokhoz, mégis fontos volt a mélyponton lévő viszony rendezése. Magyarország és Románia is szocialista ország volt és a Varsói Szerződés tagja, tehát katonai szövetségesek is. Magyarország azonban 1944 óta szovjet katonai megszállás alatt volt: szovjet Déli Hadseregcsoport 100 000 katonája állomásozott az ország területén. Magyarországra szovjet nyomás is nehezedett a viszony rendezésére (Nyikolaj Rizskov, a Szovjetunió minisztertanácsának elnöke július 7-én, a KGST prágai értekezletén így nyilatkozott: „A problémát a két ország kell megoldja, és álláspontunk szerint meg kell oldaniuk. A helyzet nem normális.”), így mikor Ceaușescu ultimátumszerű meghívása megérkezett, arra nehéz lett volna nemet mondani: Augusztus 25-én, csütörtökön, a külpolitikai kérdések szovjet szóvivője így nyilatkozott: „A helységek modernizálására vonatkozó román terveket mi a magyar-román kapcsolatok problémájának tekintjük. Reméljük, hogy tárgyalásokra kerül sor a két ország között, és hogy ezek a tárgyalások mindkét fél számára elfogadható eredményre vezetnek.” S különös módon aznap a román fél magas szintű találkozót javasolt a hétvégére. Ez a diplomáciában szokatlanul rövid, ultimátum szerű határidő, aminek halasztását a magyar fél nyugodtan kérhette volna.
Ceaușescu három időpontot (1988. augusztus 27, 28. vagy 29.) és három helyszínt (Nagyvárad, Arad, esetleg Bukarest) javasolt, a magyar fél mindkettőből a középső lehetőséget választotta.
A külügyi és titkosszolgálatok alaposan ellátták Grószt információval, mindazonáltal Grósznak javasolták a diplomáciától idegen, „berendelés”, illetve ultimátumszerű „meghívás” időpontjának legalább egy héttel történő elhalasztását, de ezt valamiért Grósz nem tette meg. Így rohamtempóban kellett a találkozóra felkészülni, és elmulasztották például a találkozó napirendjének egyeztetését is.
Az MSZMP Politikai Bizottsága a megbeszélésekre 10 pontos javaslattal készült, köztük szerepelt a politikai kapcsolatok hiánya, a lakossági kapcsolatok akadályozása, a menekülők problémája, a kolozsvári főkonzulátus bezárása és a bukaresti Magyar Kultúra Háza megnyitása. 
A Grósz vezette kormányküldöttség egy nappal a találkozó előtt utazott le Szegedre, és ott szállt meg, majd korán reggel indultak Aradra.

## A találkozó
A magyar delegációt a határnál Ion Stoian, az RKP Központi Bizottságának a titkára (később, 1989 november-decemberében külügyminiszter) fogadta, s közölte a találkozó programját. A magyarokat román autókba ültették át, és úgy utaztak Aradra. Az út melletti falvakban híre ment a találkozóknak, sokan integettek a magyar delegációnak, szembetűnően nem szervezett tömeg volt. Aradon is nagy tömeg várta a magyarokat, azonban a románok szándékosan nem a várt útvonalon közelítették meg a fogadás helyszínét. A találkozó alkalmából felújították a régi aradi megyeházát. Aradon Grószt államfőnek kijáró pompával fogadták, pedig nem hivatalos, hanem csak „munka jellegű” látogatásról volt szó. A megnyitót – a román fél „szervezésének” köszönhetően – a magyar televízió lekéste. 
A megbeszélést alapvetően a „süketek beszéde”-ként lehet értékelni. 
- Ceaușescu üdvözlő beszédében némi történelmi eszmefuttatást tett a „kétezer-hatvan éves” román és az „ezeréves magyar” nemzet egymás melletti történelmi sorsáról
- Ezután Grósz 25 percben foglalta össze tíz pontos javaslatcsomagját:

1. 1989-ben legyen legfelső szintű találkozó közös nemzetiségi deklaráció elfogadásával
2. A gazdasági kapcsolatok erősítése (árucsereforgalom növelése, vegyesvállalatok alapítása stb.)
3. Üljön össze a kulturális vegyes bizottság, nyíljon meg a magyar kultúra háza Bukarestben
4. Romániából érkező menekültek helyzetének rendezése
5. Tartson ülést a történész vegyes bizottság
6. A kolozsvári magyar és a debreceni román főkonzulátus újranyitása
7. „Haladó (értsd: munkásmozgalmi) történelmi hagyományok” közös ünneplése
8. A két ország közötti menetrend szerinti autóbuszjáratok visszaállítása
9. Fogadjanak egy magyar újságírócsoportot, akik megismerhetik a romániai magyarok helyzetét
10. A falurombolási terv felülvizsgálata

- Következett Ceaușescu két és fél órás válaszában igazából csak a gazdasági együttműködés fejlesztésével értett egyet. A kulturális együttműködést államok és nem nemzetiségek között volt hajlandó elképzelni, a kultúra házának ötletét elutasította. A konzulátus újranyitását is kizárta, a kolozsvári magyar főkonzulátus „munkatársait le kellett volna tartóztatni”, ami a diplomáciai nemzetközi jog súlyos megsértése lett volna.

## A találkozó értékelése
Grósznak – a szűk határidőt leszámítva, aminek módosítását teljesen jogosan kérhette volna – minden adott volt, hogy sikerre vigye a találkozót: Ceaușescu ekkorra már mind a keleti blokkon belül, mind nyugaton elszigetelődött, kiváló bukaresti nagykövet és magyar külügyi és titkosszolgálati segítség állt a felkészüléshez rendelkezésére (szemben Grósz állításával, hogy nem készítették fel), ráadásul a határon túli magyarok elnyomása és a falurombolás olyan téma volt, amiben közös platformon állt a formálódó ellenzék, az állampártban hatalomra jutó reformer kommunisták és a külföld túlnyomó része. A diplomáciai kudarc egyértelműen Grósz Károlyt terheli, ami különösen szembeötlő addigi sikeres külpolitikája fényében.
Egyesek azzal mentik Grósz szinte meghunyászkodó magatartását, hogy a helyzet kiélezésével nem akarta tovább rontani a romániai magyarokra nehezedő nyomást. Azonban a korábbi tapasztalatok alapján egyértelmű volt, hogy Ceaușescuval szemben bármiféle jóindulatra való apellálás teljesen megalapozatlan volt.

## Kapcsolódó szócikk
- Magyarország és Románia kapcsolatai